# Mulher Pepita
Priscila Nogueira ( Río de Janeiro, 25 de enero de 1983 ), más conocida por su nombre artístico de Pepita o Mulher Pepita, es una cantante, compositora y bailarina brasileña. Es famosa por ser una de las primeras mujeres trans funkeiras en Brasil y por su activismo LGBT.

## Carrera
Pepita comenzó su carrera como bailarina de funk carioca. Mientras actuaba en clubes nocturnos de Río de Janeiro, un amigo la presentó con la canción "Tô à Procura de um Homem" e inmediatamente lanzó su carrera musical. Su primera presentación fue en la ciudad de São Paulo.
En 2014 se filtró en internet un video de la artista bailando, sin el consentimiento de Pepita. Con la viralización del video, la artista logró rápidamente una gran visibilidad y varios nuevos fanes, convirtiéndose en un meme frecuente en la comunidad gay. El éxito y la fama culminaron con el lanzamiento de su primer EP, titulado "Grandona pra Caralho" (una de las frases de la artista, que se refiere a los comentarios prejuiciosos que se le hacen a su cuerpo).
En 2017, la artista volvió a ser el centro de atención con el lanzamiento de la canción "Chifrudo", en colaboración con la drag queen Lia Clark. En enero, la artista también lanzó un nuevo sencillo, "Uma Vez Piranha".
En enero de 2019 se estrenó el videoclip de "Retrogrado", del dúo brasileño Phillipi & Rodrigo, en el que Pepita es la protagonista.

## Filmografía

### Televisión

#### Series de televisión
| Año  | Título               | Personaje | Nota    |
| ---- | -------------------- | --------- | ------- |
| 2022 | A Sogra que te Pariu | Taxista   | Netflix |

#### Programas de televisión
| Año  | Título                     | Personaje    | Nota    |
| ---- | -------------------------- | ------------ | ------- |
| 2022 | A Ponte: The Bridge Brasil | Participante | HBO Max |

### Cortometrajes
| Año  | Título    | Personaje |
| ---- | --------- | --------- |
| 2019 | Meu Preço | Verónica  |

## Discografía

### EPs
| Título               | Detalles                                                                                          |
| -------------------- | ------------------------------------------------------------------------------------------------- |
| Grandona pra Caralho | - Lanzamiento: 27 de julio de 2015 - Formatos: Descarga digital, streaming - Sello: Independiente |
| Mulher Evoluída      | - Lanzamiento: marzo de 2018 - Formatos: Descarga digital, streaming - Sello: Independiente       |

### Sencillos

#### Como artista principal
| Año  | Sencillo                                       | Álbum                |
| ---- | ---------------------------------------------- | -------------------- |
| 2015 | "Negão" (con Tropa dos Gostosos)               | Grandona pra Caralho |
| 2015 | "Tô à Procura de Um Homem"                     | Grandona pra Caralho |
| 2017 | "Uma Vez Piranha"                              | -                    |
| 2018 | "Olhar 43"                                     | Mulher Evoluída      |
| 2018 | "Parceira"                                     | Mulher Evoluída      |
| 2018 | "Chama a Beleza"                               | -                    |
| 2018 | '' 'Rebolo e Sento' (con Bonde das Maravilhas) | -                    |
| 2019 | "Esses Boys"                                   | -                    |
| 2019 | "Abriu a Porta"                                | -                    |
| 2021 | "Perdeu"                                       | -                    |

#### Como artista invitada
| Año  | Sencillo                   | Álbum              |
| ---- | -------------------------- | ------------------ |
| 2017 | "Chifrudo" (con Lia Clark) | Clark Boom         |
| 2018 | "Kit Assume" (con Mc Xuxú) | Senzala            |
| 2019 | "Marmita" (con Kaya Conky) | Sabe Que Vai Pt. 2 |

### Videoclips
| Año  | Sencillo                   |
| ---- | -------------------------- |
| 2017 | "Chifrudo" (con Lia Clark) |
| 2017 | "Uma Vez Piranha"          |
| 2018 | "Chama a Beleza"           |
| 2019 | "Marmita" (con Kaya Conky) |
| 2021 | "Perdeu"                   |